# Secara, Teleorman
Secara este un sat în comuna Crângu din județul Teleorman, Muntenia, România.